# Nielles-lès-Calais
Nielles-lès-Calais település Franciaországban, Pas-de-Calais megyében. Lakosainak száma 281 fő (2022. január 1.). Nielles-lès-Calais Bonningues-lès-Calais, Fréthun, Hames-Boucres és Saint-Tricat községekkel határos.

## Népesség
A település népességének változása:
| Lakosok száma | 276  | 277  | 283  | 281  | 288  | 288  | 286  | 283  | 281  |
|               | 2013 | 2015 | 2016 | 2017 | 2018 | 2019 | 2020 | 2021 | 2022 |